# 牙买加国家图书馆
牙买加國家圖書館（英語：National Library of Jamaica），是美洲加勒比海岛国牙买加首都京斯敦的公立圖書館。